# Міяко (острів)
Острів Мія́ко (яп. 宮古島, Міяко-Дзіма) — найбільший острів з групи Міяко, другий за величиною серед островів Сакісіма архіпелагу Рюкю, Японія. Адміністративно відноситься до округу Міяко повіту Міяко префектури Окінава.
Площа острова становить 158,7 км².
Острів рівнинний, найвища точка — гора Накао висотою 115 м. Річок немає, є невелике озеро Іраеван на півдні.
Населення становить приблизно 40 тис. осіб. Острів є дуже густо заселеним, поселення розташовані щільно одне до одного. Найбільшим серед них є місто Хірара, великим також є Гусукубе (Фукудзато), Йосіно, Бора, Мацубару та Карімата.
Мостом з'єднаний з островом Ікема.

## Галерея

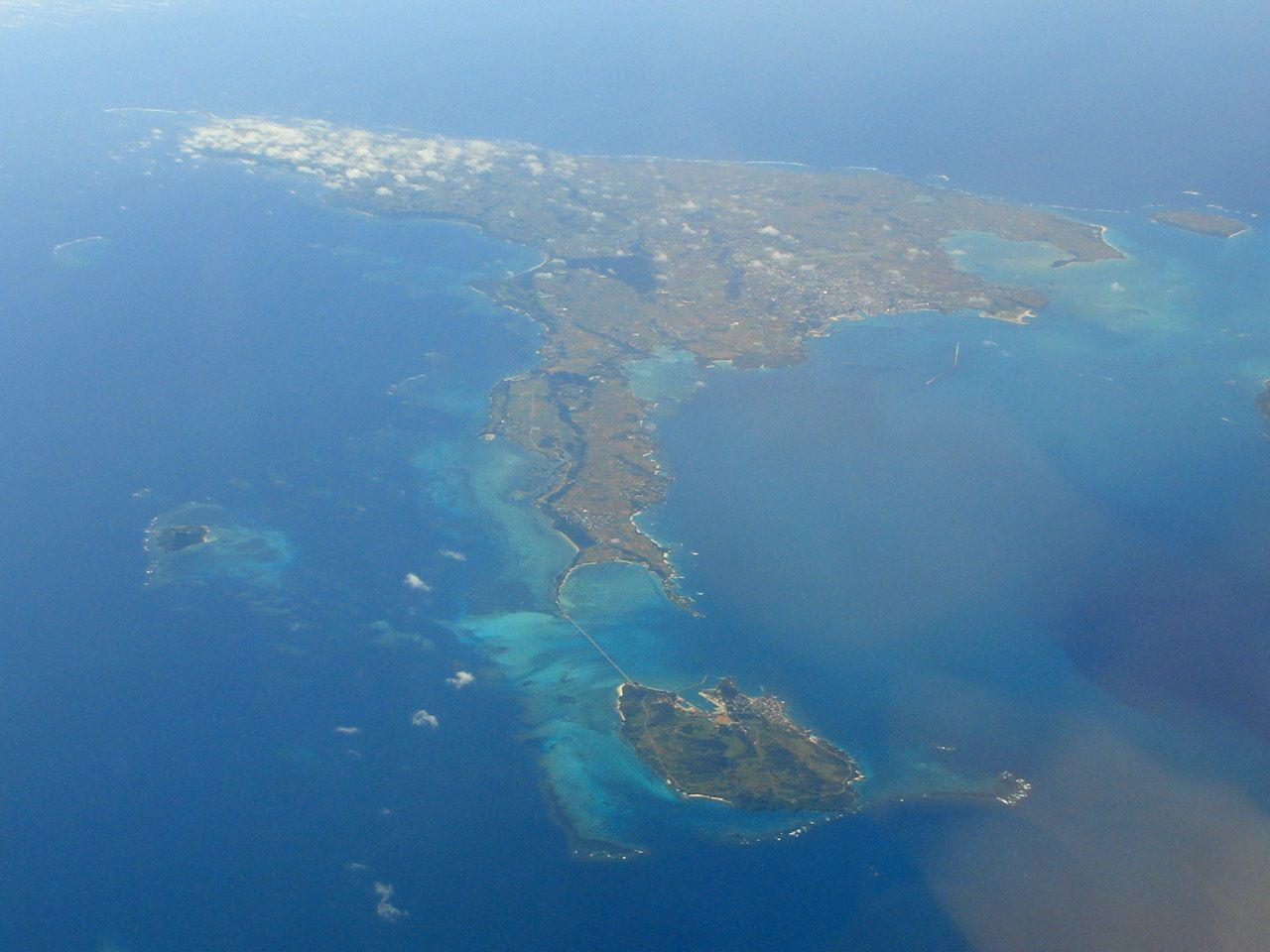
Знімок острова з літака
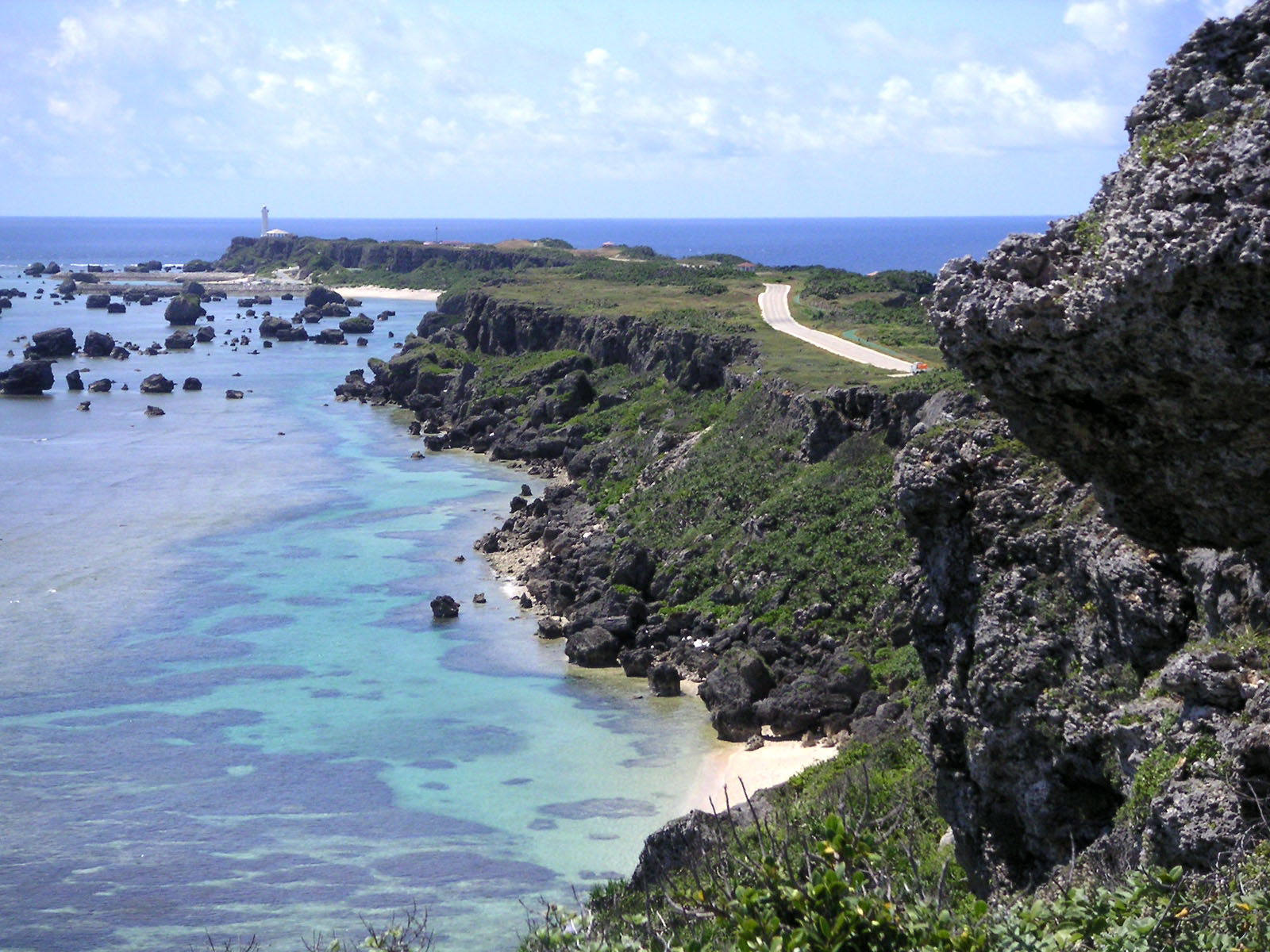
Мис Хігасіхенна
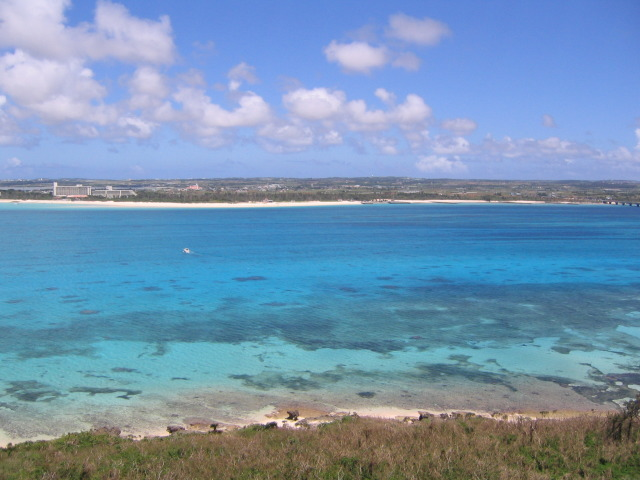
Північне узбережжя
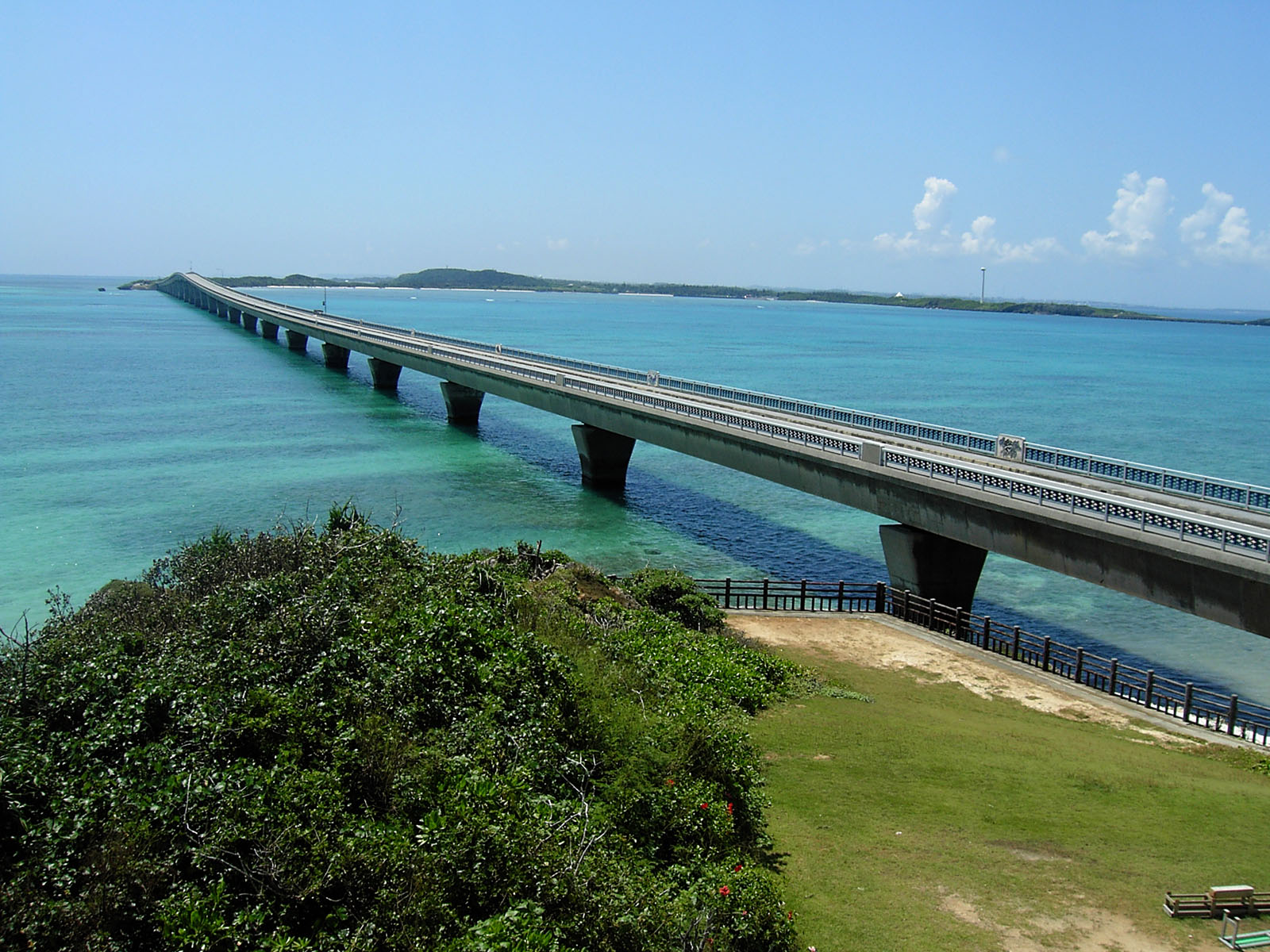
Міст на Ікему